# De Verre Bergen
Stichting De Verre Bergen is een Nederlandse filantropische organisatie die op 3 januari 2011 werd opgericht door de familie Van der Vorm. De familie heeft haar geld oorspronkelijk verdiend in Rotterdam en wil met het fonds iets terugdoen voor de stad. De stichting richt zich met name op het aanpakken van maatschappelijke problemen in Rotterdam. De stichting is een algemeen nut beogende instelling (ANBI).

## Activiteiten
De stichting heeft tot doel Rotterdam en de Rotterdammers beter en sterker te maken. Dat doet zij door sociaal maatschappelijke programma’s te steunen, ontwikkelen, uit te voeren en te onderzoeken op maatschappelijk rendement en de kennis hierover te delen.  
Enkele programma's zijn:  
- Stichting Nieuw Vaarwater helpt Rotterdammers met financiële problemen. Dat doet zij met bewindvoering, schuldensanering waarbij de schuld door Fonds De Loods in één keer wordt afgelost als gift en het beschikbaar stellen van budgetmaatjes, die mensen helpen niet weer in de schulden te komen.
- Stichting Je Goed Recht helpt Rotterdammers met juridische problemen door gratis rechtshulp te geven.
- De Kinderfaculteit Pendrecht die met een buitenschools programma leerlingen van basisscholen in Pendrecht laat ontdekken wat ze interessant vinden, waar ze goed in zijn en waar hun talenten liggen, met NV80 een sportprogramma uitvoert in de wijk en met College ‘53 een programma biedt voor oudere jeugd.
- Stichting Nieuw Thuis Rotterdam (SNTR) die een taalschool heeft voor de zogenaamde Z-route. Zo snel mogelijk meedoen met de Nederlandse samenleving is het doel. Tevens verhuurt SNTR 200 woningen aan Syrische statushouders en biedt SNTR onderdak aan thuisloze jongeren in de wijk IJsselmonde in Rotterdam.
- Stichting Epos Onderwijs Rotterdam opereert een basisschool in Zuidwijk en heeft een voor- en naschools programma, een werkend programma voor kinderen uit de buurt, en opereert Oiko, een innovatief concept waar ouders met hun (jonge) kinderen kunnen komen spelen en ook informatie kunnen krijgen.
- Bouwkeet die met handvaardigheidsprogramma’s in zes verschillende high tech werkplaatsen wil bijdragen aan de ontwikkeling van soft skills, empowerment en wereldverbreding bij kinderen in de leeftijdscategorie 10-15 jaar en andere wijkbewoners in de Rotterdamse wijk Bospolder-Tussendijken.
- De Rekenfaculteit biedt kinderen op Rotterdamse basisscholen tutoring op het gebied van rekenvaardigheden.
- Het Taallab werkt samen met basisscholen in Rotterdam aan leesvaardigheden en leesplezier.
- Buzz010 die met betaalbaar en veilig busvervoer kinderen van het Rotterdamse primair onderwijs ervaringen wil laten opdoen buiten het klaslokaal.
- 8ste groepers mogen een keer meevaren met de Ab Initio, een schoolschip voor de binnenvaart. Om te proeven aan een beroep in die branche.

## Organisatie
Het bestuur van Stichting De Verre Bergen bestaat uit vier personen. Voorzitter is Barend van der Vorm die tevens lid is van de raad van commissarissen van HAL Holding NV. Directeur is Bas Reintjes, die ervaring heeft als investeerder bij HAL Investments en Grand Vision. De stichting heeft een team van circa vijftig medewerkers en is gevestigd aan de Parklaan 22 in Rotterdam.

## Financiën
De stichting stelt financiële informatie beschikbaar op de website en in de directieverslagen.